# Messy (Seine-et-Marne)
Messy település Franciaországban, Seine-et-Marne megyében. Lakosainak száma 1204 fő (2022. január 1.). Messy Saint-Mesmes, Charny, Claye-Souilly, Compans és Gressy községekkel határos.

## Népesség
A település népességének változása:
| Lakosok száma | 1113 | 1123 | 1160 | 1161 | 1174 | 1199 | 1210 | 1213 | 1204 |
|               | 2013 | 2015 | 2016 | 2017 | 2018 | 2019 | 2020 | 2021 | 2022 |